# Rhene pinguis
Rhene pinguis är en spindelart som beskrevs av Wesolowska, Haddad 2009. Rhene pinguis ingår i släktet Rhene och familjen hoppspindlar. Inga underarter finns listade i Catalogue of Life.